# Acipenser schrenckii
Acipenser schrenckii Brandt, 1869, conosciuto comunemente come storione giapponese o storione dell'Amur, è un pesce osseo appartenente alla famiglia Acipenseridae.

## Distribuzione e habitat
Questa specie è endemica del fiume Amur, che scorre tra la Cina e la Russia ed in alcuni corsi d'acqua tributari. La notizia della sua presenza nel Mar del Giappone deve invece ancora essere confermata.

## Conservazione
La principale causa del declino della popolazione di questa specie è l'eccessivo sfruttamento della pesca, sia legale che non. Inoltre, l'inquinamento della foce dell'Amur minaccia gravemente l'habitat e la riproduzione di questa specie.
I principali sforzi per la conservazione di questo animale sono stati storicamente indirizzati verso il controllo della pesca a livello sia locale che nazionale. La pesca a scopo commerciale di tale specie è stata vietata nell'Unione Sovietica tra il 1923 ed il 1930, tra il 1958 ed il 1976 e dal 1984 ad ora.